# Josef Melč
Josef Melč (22. ledna 1934, Mladá Boleslav – 10. dubna 2002, Praha) byl český rozhlasový režisér.

## Život
V letech 1952–1956 vystudoval režii na pražské DAMU. Působil v několika divadlech, angažmá ale přerušovala jeho nemoc. Od roku 1962 pracoval jako režisér literárních a dramatických pořadů v Československém rozhlase. Zde zpracoval asi sto rozhlasových her, dále četby na pokračování a další literární pořady věnované poesii i próze.
Jeho manželkou byla Milena Hübschmannová.

## Rozhlasové režie (výběr)
- 1963 Vladislav Vančura: Rozmarné léto
- 1969 Vladislav Vančura: Alchymista
- 1968 Václav Havel: Anděl strážný
- 1969 Jean Anouilh: Antigona
- 1970 Carlo Goldoni: Treperendy
- 1972 Alexandr Nikolajevič Ostrovskij: Železný kruh
- 1975 Jaroslav Hašek, úprava Emil František Burian: Pan Kobkán vdává dceru
- 1976 Mastičkář
- 1976 Johann Wolfgang Goethe: Utrpení mladého Werthera
- 1978 Arthur Schnitzler: Dokolečka dokola, překlad Jindřich Flusser, rozhlasová úprava a režie Josef Melč, dramaturgie Václav Daněk. Hráli: Josef Červinka, Michal Pavlata, Klára Jerneková, Miroslava Hozová, František Němec, Jaroslava Adamová, Martin Růžek, Naďa Konvalinková, Jaroslav Satoranský, Alena Vránová a Ljuba Krbová.[1]
- 1979 Johann Wolfgang Goethe: Urfaust, překlad: Jaroslav Bílý, rozhlasová úprava a dramaturgie: Jaroslava Strejčková, režie: Josef Melč, hráli Faust (Eduard Cupák), Mefistofeles (Rudolf Hrušínský), Markétka (Klára Jerneková), Marta (Dana Medřická), Duch země (Rudolf Pellar), Wagner (Jiří Pleskot), Žák (Vítězslav Jandák), Frosch (Jan Faltýnek), Alten (Jaroslav Cmíral), Brander (Ivo Gübel), Siebel (Vladimír Hrubý), Valentin (Viktor Preiss), Líza (Daniela Hlaváčová) a kolovrátkář (Jiří Bruder)[2]
- 1979 John Millington Synge: Ve stínu doliny
- 1980 Anton Pavlovič Čechov: Tragédem proti své vůli
- 1980 Anton Pavlovič Čechov: Námluvy
- 1981 Nikolaj Vasiljevič Gogol: Úředníkovo ráno
- 1982 Fjodor Michajlovič Dostojevskij: Idiot
- 1986 Alois Jirásek: Maryla
- 1986 Jaroslav Vrchlický: Drahomíra
- 1987 Jaroslav Vrchlický: Bratři
- 1987 František Pavlíček: Zvláštní kurýr pana Horáčka (uvedeno pod pseudonymem Karel Vodák),
- 1987 Josef Lada: Z kroniky mého života
- 1988 Jan Nepomuk Štěpánek: Čech a Němec
- 1989 Federico García Lorca: Krvavá svatba
- 1990 Miloš Rejnuš: Urhamlet (nahráno 1969, poprvé uvedeno 1990),
- 1991 Sławomir Mrożek: Na širém moři
- 1991 Jean Racine: Britannicus[3]
- 1992 Ingmar Bergman: Záležitost duše
- 1992 Pavel Landovský: Hodinový hoteliér
- 1997 Marcel Schwob: Křížová výprava dětí
- 2000 Josef Kajetán Tyl: Krvavé křtiny aneb Drahomíra a její synové

## Ocenění díla
- 1994 zvláštní prémie Prix Bohemia Radio za režii hry Františka Pavlíčka Třetí výstřel
- 1998 Výroční cena Nadace Českého literárního fondu za rozhlasovou tvorbu, za režii dramatizace románu Fjodora Michajloviče Dostojevského Bratři Karamazovi.